# Golubinje
Golubinje (kyrillisch: Голубиње) ist eine Kleinstadt in der Gemeinde Majdanpek und im Bezirk Bor im Osten Serbiens. 
Sie befindet sich am rechten Ufer der Donau, in der Nähe von Donji Milanovac und seiner archäologischen Fundstätte Lepenski Vir. 

## Einwohner
Die Volkszählung 2002 (Eigennennung) ergab, dass 1079 Menschen im Dorf leben.
Weitere Volkszählungen:
- 1948: 1.907
- 1953: 1.983
- 1961: 2.073
- 1971: 1.755
- 1981: 1.566
- 1991: 1.305